# ボンバ・エステレオ
ボンバ・エステレオは、2005年にシモン・メヒアによってボゴタで結成されたバンド。「エレクトロ・トロピカル」 または「サイケデリック・クンビア」と呼ばれる音楽ジャンルをプレイする。 

## 経歴

### 2005–2008年: 活動開始～ファーストアルバム『Vol. 1』まで
メンバーのシモン・メヒアは1990年代にコロンビアのオルタナティブ・ロックバンド「Charconautas」のメンバーとして活動後、2001年頃から「A.M. 770」というアーティストグループに所属し、活動していた。
2005年までに「A.M. 770」は事実上メヒアのソロプロジェクトになり、メヒア自身の音楽性を表現するため、グループの名前を「ボンバ・エステレオ（Bomba Estéreo）」と変更。2006年に7曲入りのミニアルバム『Vol.1』をリリースした。これはほぼソロアルバムであるが、「A.M. 770」のメンバーであるディエゴ・カダヴィド（Diego Cadavid）などの他のアーティストも参加している。
メヒアはニューヨーク市で開催されたラテン・オルタナティブ・ミュージック・カンファレンスに参加し、カリフォルニアのレコード会社「Nacional Records」が国際流通を担当、ボゴタのインディペンデント・レーベル「Polen Records」がコロンビアでの流通を担当する形での契約を結ぶことができた。
のちにボンバ・エステレオのメンバーとなるリリアナ・サウメ（Liliana "Li" Saumet）もこの『Vol. 1』内の『Huepaje』という曲に出演している。サウメはサンタ・マルタ出身の歌手兼ラッパーで、以前はダブ・レゲエバンドの「Mister Gomes en Bombay」のヴォーカルとして活動していた。   メヒアは『Vol. 1』でのサウメの活躍に感銘を受け、次のアルバムに向けてアルバムの曲でサウメやカダヴィドとのコラボレーションを開始した。

### 2008-2011年：セカンドアルバム『Estalla』
当初はメヒアのソロプロジェクトとして始まったボンバ・エステレオだが、ヴォーカルにサウメ、パーカッションにカダヴィド、ギターはフリアン・サラサール（Julián Salazar）、ドラムはキケ・エグローラ（Enrique "Kike" Egurrola）、メヒアはベースとキーボード・プログラミングという形でフルバンドとなった。
こうして2008年にセカンドアルバム『Estalla』がリリースされ、2009年にはアメリカでも『Blow Up』というタイトルで発売された。アルバムからシングルカットされた『Fuego』によりコロンビア外のリスナーを獲得することができた。同年、アメリカのサウス・バイ・サウスウエストフェスティバルとデンマークのロスキレ・フェスティバルに出演。オルタナティブ・ワールド・ミュージックを専門とするテレビ番組「MTV Iggy」では視聴者投票が行われ、「世界のベスト・ニュー・バンド」にも選ばれた。  
2010年には32の都市を訪れたワールドツアーを実施し、バンバーシュート・フェスティバルやボナルー・ミュージック・フェスティバルにも出演した。 2011年には、アメリカのコーチェラ・フェスティバルとオースティン・シティ・リミッツ・ミュージック・フェスティバルのほか、チリのロラパルーザ、メキシコシティのヴィヴェ・ラティーノ・フェスティバルに出演した。
2010年に、リーバイスが「リーバイス・パイオニア・セッション」というマーケティングキャンペーンを行い、様々なアーティストが参加するカバーアルバムを作成した。ボンバ・エステレオもこのアルバム作成に参加し、テクノトロニックの「パンプ・アップ・ザ・ジャム」をカバーした。この曲は後に『Ponte Bomb』という名前でEPアルバムとしてリリースされまた。 

### 2012年-：『Elegancia Tropical』と『Amanecer』
サード・アルバム『Elegancia Tropical（エレガンシア・トロピカル）』が2012年にリリースされた。コロンビア内はPolen Records、海外版はSoundway Recordsによってリリースされている。2012年から2013年にかけてリリースツアーが行われ、コロンビア、メキシコ、アメリカでの公演を行った。
4枚目のアルバム『Amanecer（アマネセール）』は、2015年6月2日にソニーミュージックでリリースされた。アルバム内の1曲「Soy Yo」はゲーム『FIFA 16』のサウンドトラックにも使用されているほか、  2017年の映画『ピッチ・パーフェクト ラストステージ』と2019年の映画『劇場版 ドーラといっしょに大冒険』でも使用されている。
また、収録曲「Carnavalera」と「PlayaGrande」は、ゲーム『ニード・フォー・スピード ヒート』にも使用されるなど、楽曲がしばしば映画やゲームでも使用された。 
アルバム『Amanecer』はで2015年のローリング・ストーン誌の年間ベスト・アルバムTOP50に50位で選ばれている。 2016年後半には、リリースツアーとして12都市でのツアーを行い、また、2017年1月にはマイアミで開催されたFMフェスティバルのヘッドライナーをつとめた。
2017年8月、ギターのフリアン・サラサールは、POUSTA.comとのインタビューで、グループを脱退していたことを公表した。

## ディスコグラフィー

### スタジオ・アルバム
| タイトル                            | リリース年     | レーベル                 | フォーマット |
| ----------------------------------- | -------------- | ------------------------ | ------------ |
| Vol. 1                              | 2006年         | Polen Records            | デジタル配信 |
| Estalla（原題） / Blow Up（英語版） | 2008年/ 2009年 | Polen Records            | デジタル配信 |
| Elegancia Tropical                  | 2012年         | Polen Records / Soundway | デジタル配信 |
| Amanecer                            | 2015年         | ソニーミュージック       | デジタル配信 |
| Ayo                                 | 2017年         | ソニーミュージック       | デジタル配信 |
| Deja                                | 2021年         | ソニーミュージック       | デジタル配信 |

### EP
| タイトル   | リリース年 | レーベル         | フォーマット |
| ---------- | ---------- | ---------------- | ------------ |
| Ponte Bomb | 2021年     | Nacional Records | デジタル配信 |

### ライブ・アルバム
| タイトル       | リリース年 | レーベル         | アルバムの詳細 |
| -------------- | ---------- | ---------------- | -------------- |
| Live In Dublin | 2019年     | Nacional Records | リデジタル配信 |

### シングル
| タイトル              | 年     | 収録アルバム       |
| --------------------- | ------ | ------------------ |
| Fuego                 | 2009年 | Estalla / Blow Up  |
| "El Alma y el Cuerpo" | 2012年 | Elegancia Tropical |
| "Pure Love"           | 2013年 | Elegancia Tropical |
| "Qué Bonito"          | 2014年 | -                  |

## 受賞・ノミネート歴

### ラテン・グラミー賞
| 年     | 対象曲／アルバム   | 賞                                               | 結果       |
| ------ | ------------------ | ------------------------------------------------ | ---------- |
| 2013年 | Elegancia Tropical | ベスト・オルタナティブ・ミュージック・アルバム   | ノミネート |
| 2015年 | Fiesta             | レコード・オブ・ザ・イヤー                       | ノミネート |
| 2015年 | Amanecer           | ベスト・オルタナティブ・ミュージック・アルバム   | ノミネート |
| 2017年 | Soy Yo             | ベスト・ショート・フォーム・ミュージック・ビデオ | ノミネート |
| 2018年 | Internacionales    | レコード・オブ・ザ・イヤー                       | ノミネート |
| 2018年 | Internacionales    | ベスト・アーバン／パフォーマンス                 | ノミネート |
| 2018年 | Duele              | ベスト・ショート・フォーム・ミュージック・ビデオ | ノミネート |

### グラミー賞
| 年     | 対象曲／アルバム | 賞                                                       | 結果       |
| ------ | ---------------- | -------------------------------------------------------- | ---------- |
| 2016年 | Amanecer         | 最優秀ラテン・ロック、アーバン、オルタナティヴ・アルバム | ノミネート |
| 2018年 | Ayo              | 最優秀ラテン・ロック、アーバン、オルタナティヴ・アルバム | ノミネート |